# Noventa Padovana
Noventa Padovana est une commune de la province de Padoue, dans la région Vénétie,  en Italie.

## Administration
| Période                                  | Période  | Identité         | Étiquette                     | Qualité       |
| ---------------------------------------- | -------- | ---------------- | ----------------------------- | ------------- |
| 30 mai 2006                              | En cours | Giuseppe Paviola | Centro-Sinistra - Per Noventa | centre-gauche |
| Les données manquantes sont à compléter. |          |                  |                               |               |

### Hameaux
Noventana, Oltre Brenta.

### Communes limitrophes
Padoue, Stra, Vigonovo, Vigonza.

### Évolution démographique
Habitants recensés